# Psychotria allenii
Psychotria allenii är en måreväxtart som beskrevs av Paul Carpenter Standley. Psychotria allenii ingår i släktet Psychotria och familjen måreväxter. Inga underarter finns listade i Catalogue of Life.